# Swolnpes
Swolnpes is een geslacht van spinnen uit de familie van de Anamidae.
Swolnpes werd in 2009 beschreven door Main & Framenau.

## Soorten
Swolnpes omvat de volgende soorten:
- Swolnpes darwini Main & Framenau, 2009
- Swolnpes morganensis Main & Framenau, 2009